# زیردریایی کلاس کالینز
زیردریایی کلاس کالینز (به انگلیسی: Collins-class submarine) یک کلاس از زیردریایی است که طول آن ۷۷٫۴۲ متر (۲۵۴٫۰ فوت) می‌باشد.